# Brunfelsia sinuata
Brunfelsia sinuata är en potatisväxtart som beskrevs av Achille Richard. Brunfelsia sinuata ingår i släktet Brunfelsia och familjen potatisväxter. Inga underarter finns listade i Catalogue of Life.